# Drapelul romilor
Drapelul romilor (în romani O styago le romengo) este drapelul internațional al etnicilor romi. A fost aprobat de reprezentanții a diferite comunități rome la primul Congres Mondial al Romilor, organizat la Orpington în 1971. Steagul este format dintr-un fundal de albastru și verde, reprezentând cerul și respectiv pământul, și o chakra roșie cu 16 raze în centru. Acest din urmă element, adăugat pe drapel de savantul Weer Rajendra Rishi, reprezintă tradiția de continuitate a poporului rom și este, de asemenea, un omagiu adus drapelului Indiei. Drapelul a fost deosebit de popular în Iugoslavia socialistă, care l-a recunoscut oficial la scurt timp după adoptare.
Pentru prima dată un astfel de design bicolor a fost fluturat de romii din România în anii 1930, desenul a redevenit popular în anii 1960. Versiunea tricoloră adoptată de supraviețuitorii genocidului romilor nu a intrat în uz, din cauza opiniei că ar reprezenta comunismul. Varianta definitivă din 1971 a acumulat tot mai multă simpatie în deceniile următoare, fiind asociată în special cu grupurile care promovează unitatea transnațională a romilor și descurajează utilizarea termenului „țigani”. Steagul a fost promovat de actorul Yul Brynner și violonistul Yehudi Menuhin, dar și de Florin Cioabă, autoproclamat „Regele romilor”.
Congresul de la Orpington nu a furnizat specificații oficiale ale steagului (proporții, culori etc.), de aceea el este confecționat cu desene diferite și are multe versiuni derivate. Mai multe țări și comunități au recunoscut oficial drapelul pe parcursul anilor 2010, dar arborarea sa a stârnit și controverse în unele regiuni ale Uniunii Europene. Variantele derivate au fost utilizate pe scară largă de romi în scopuri politice. Cu toate acestea, în comunitatea academică există voci care susțin că drapelul romilor este prea eurocentric, iar utilizarea lui este o soluție superficială la problemele cu care se confruntă grupul etnic pe care îl reprezintă.

## Origine
Printre simbolurile timpurii ale romilor se numără un steag roșu purtat de romii din Turcia, organizați într-un esnaf al Imperiului Otoman. Din 1955, pelerinii romi de la Sanctuarul Maicii Domnului din Lourdes poartă un „steag al țiganilor”, care este o cometă cu șaisprezece raze pe un cer albastru cu stele, cu imagini ale lui Isus Hristos și Fecioarei Maria. Este descris ca un „mare steag al nopții, care poartă Steaua Magilor”.
Conform istoricului Ian Hancock, drapelul curent provine din cel propus de romii din România la sfârșitul anului 1933 la Adunarea Generală a Romilor din România (AGRR), la inițiativa lui Gheorghe A. Lăzăreanu-Lăzurică. Acel drapel era un steag bicolor simplu, din care lipsea chakra. Savanta Ilona Klímová-Alexander menționează că acest detaliu „nu este confirmat de vreun statut oficial sau de orice altă sursă”. Sociologul Jean-Pierre Liégeois teoretizează că steagul romilor de la AGRR era un concept, nu un design propriu-zis. Vexilologul Whitney Smith consideră că bicolorul simplu a existat în realitate, dar că autorul său rămâne necunoscut.
Organizația lui Lăzurică avea un alt steag, mai bine documentat, folosit pentru a reprezenta comunitatea de romi din România. Acesta era o combinație a stemei României cu simboluri ale culturii rome: „o vioară, o nicovală, o busolă și o mistrie încrucișată cu un ciocan”. La AGRR au mai fost fluturate și încă cel puțin 36 de steaguri regionale, binecuvântate în ceremonii publice de către reprezentanții Bisericii Ortodoxe Române, de care aparținea Lăzurică. Către mijlocul anilor 1930, inițiativa de a adopta un steag internațional a fost preluată de noul președinte al AGRR, Gheorghe Nicolescu.
Drapelul a fost scos din uz către începutul celui de-al Doilea Război Mondial, când multe comunități rome europene au fost decimate în genocidul romilor, parte a Holocaustului. În această perioadă, mulți romi își ascundeau apartenența etnică pentru a scăpa de Einsatzgruppe și deportări. Într-un caz raportat la Simferopol în 1941, romii din Crimeea fluturau steagul verde al islamului în încercarea de a se preface în fața naziștilor că sunt tătari sau turci.
La începutul Războiului Rece, simbolismul etnic al romilor a reînviat. Drapelul bicolor a fost folosit în Franța de către Vaida Voievod, care la 24 mai 1959 s-a autoproclamat „Regele romilor” și a format Uniunea Internațională a Romilor. Carta a aprobat culorile verde și albastru, verdele reprezentând „pământul acoperit cu vegetație” și „o lume fără granițe”, iar albastrul „cosmosul și libertatea”. Către 1961, Vaida contempla ideea fondării unui stat al romilor, sau „Romanestan”, cu acest bicolor ca drapel de stat. În acest context, albastrul simboliza libertatea.
Pe lângă drapelul lui Lăzurică și Vaida, a existat și propunerea aprobării unui drapel tricolor cu benzi orizontale verde-roșu-albastru, care reprezentau iarba, focul și, respectiv, cerul. Către 1962, tricolorul era destul de popular în rândul comunităților rome. Acesta era agreat și de autoritățile Spaniei franchiste, care îl apreciau ca fiind „mai puțin controversat” decât simbolismul de stânga favorizat de romii spanioli. Astfel, de exemplu, mențiunea despre „steagul republican” din Triana lui La Niña de los Peines a fost schimbată de cenzură în „steagurile țigănești” (banderitas gitanas). Suspiciunile că roșul din prim-plan ar simboliza comunismul i-a determinat pe unii activiști să propună înlocuirea benzii roșii cu o flacără sau roată de aceeași culoare.

Evoluția drapelului romilor
Varianta promovată de AGRR în aprox. 1933
Varianta tricoloră (anii 1960)
Varianta cu flacără (anii 1960)

## Primele întrebuințări
Varianta cu roata roșie a servit ca bază pentru designul recunoscut de Congresul Mondial al Romilor din 1971, atribuit specialistului indian al culturii rome Weer Rajendra Rishi. La aceeași întâlnire s-a decis ca roata propriu-zisă să fie inspirată din Chakra Ashoka, asemeni drapelului Indiei. Decizia de a include „ceva indian” în designul drapelului a fost în general agreată, reflectând în parte teoriile lui Rishi potrivit cărora romii erau o „castă războinică medievală”, precum rajpuții. Printre propunerile altor participanți se număra un steag mai vechi „care înfățișa un cal”. Ideea lui Rishi nu le-a plăcut unor activiști, care considerau că chakra este un simbol străin culturii rome. De fapt, conform vexilologului Whitney Smith, drapelul din 1971 nu avea specificații oficiale, fiind descris pur și simplu ca o „roată de trăsură” care nu semăna cu chakra – prin urmare, chakra este un detaliu recent.
Potrivit sociologului Lídia Balogh, drapelul romilor păstrează simbolismul indian, dar poate fi interpretat și ca având o semnificație separată: „Roata se poate referi la ciclul etern al lumii, dar poate fi și o roată de trăsură”. O explicație complexă a compoziției a fost înaintată de romii din Brazilia. Conform acestor surse, jumătatea albastră reprezintă cerurile, precum și „libertatea și pacea” ca „valori fundamentale ale romilor”, verdele invocă „natura și drumul străbătut de șatre”, iar roata roșie este „viața, continuitatea și tradiția, drumul deja parcurs și cel care urmează să fie înfruntat”, spițele evocând „focul, transformarea și perpetua mișcare”. Potrivit etnologului Ion Duminică, roata reprezintă „Drumul vieții”, roșul fiind o aluzie la „vitalitatea sângelui”. Același specialist explică albastrul ca referire la divinitate și la idealurile „libertății și curățeniei, ale spațiului nemărginit”, iar verdele ca simbol al „Naturii-mamă”. Balogh remarcă, de asemenea, că simbolistica celor două dungi este accesibilă și fără cunoștințe avansate în vexilologie sau cultura romilor, albastrul (cerul) fiind implicit un simbol al „libertății și transcendenței”, iar verdele însemnând pământul; roșul, în același timp, este sângele, cu sens dublu: „sângele este atât simbolul vieții, cât și sângele vărsat în război și suferință”.
Sociologul Oana Marcu susține că referința la „perpetua mișcare” demonstrează acceptarea cu mândrie de către romi a tradițiilor lor nomade, considerate de obicei drept „periculoase” din punct de vedere social. Potrivit lui Balogh, roata amintește de nomadismul antic, dar și de participarea romilor la migrația economică din secolul al XXI-lea din Europa. Duminică scria că simbolul vieții nomade ca evocă pentru romi prosperitatea, deoarece „dacă ar fi lipsiți de posibilitatea de a migra, romii ar cădea pradă sărăciei”. Activistul Juan de Dios Ramírez Heredia a explicat că roata este un simbol al libertății caracteristic culturii rome. Cu toate acestea, pentru a onora sprijinul continuu de care a beneficiat din partea Iugoslaviei socialiste, Congresul Romilor a acceptat și o variantă neoficială, în care în locul roții era desenată steaua roșie a drapelului Iugoslaviei.

Drapel alternativ pentru supraviețuitorii genocidului romilor, folosit la Fort Mont-Valérien în 1975

Iugoslavia a promovat și drapelul oficial al romilor, care a fost declarat drapel oficial în Republica Socialistă Macedonia chiar în 1971 (sau 1972), o reușită personală a macedonianului rom Faik Abdi. Simbolul s-a dovedit a fi deosebit de important pentru comunitatea de romi din împrejurimile Skopje și a fost popularizat pe copertele albumelor muzicianului Žarko Jovanović. La acea vreme, varianta oficială era folosită și pentru a comemora genocidul anilor 1940, de exemplu la o ceremonie organizată la Natzweiler-Struthof în iunie 1973. Ca drapel comemorativ, însă, cel oficial era înlocuit cu altele. De exemplu, în aprilie 1975 supraviețuitorii holocaustului rom au fost reprezentați la Fort Mont-Valérien printr-un drapel arborat în premieră, pe care era reprezentat un triunghi de culoarea prunei sau violet pe un fundal alb. Acesta invoca ecusoanele din lagărele de concentrare naziste și, potrivit jurnalistului Jean-Pierre Quélin, a fost ales și proiectat de politicianul Dany Peto-Manso, un rom din Franța, și instalat în pofida împotrivirii membrilor Jandarmeriei Naționale. Însuși Peto-Manso declara că drapelul a fost „făcut în grabă” și nu a precizat autorul.
Steagul aprobat în 1971 a devenit mai cunoscut în 1979, când a fost prezentat Națiunilor Unite de o delegație de romi cu Hancock și Yul Brynner printre membri. Un „mic grup de țigani cu steag și banderole” a luat parte la pelerinajul din august 1980 de la Madona Neagră din Częstochowa, în Republica Populară Polonă (azi Polonia).
În contemporaneitate, steagul a rămas important în mod deosebit ca simbol distinctiv al ONG-urilor care preferă termenul „romi” în loc de exonime precum „țigani”; un exemplu în acest sens este Centrul Comunitar al Romilor din Toronto.

## Răspândire și controverse
Drapelul romilor a dobândit un statut politic sporit către sfârșitul Războiului Rece. Acesta a fost în special cazul romilor din Ungaria, care au îmbrățișat idealurile separatismului cultural. În anii care au dus la crearea unui autoproclamat guvern minoritar țigănesc, activiștii făceau o manifestare publică de înlăturare a drapelelor maghiare de la ședințe publice și înlocuirea lor cu drapelul romilor. Acesta a fost arborat în timpul Revoluției de catifea din Republica Socialistă Cehoslovacă, în special la un miting al anticomuniștilor romi organizat lângă Parcul Letná. După dizolvarea Cehoslovaciei, romii din Slovacia au adoptat designul oficial, dar cu roata galbenă și combinat cu tricolorul slovac. Din 1989, romii din Croația, reprezentați de „Partidul Democrat al Romilor Croați”, au folosit o variantă a drapelului cu chakra suprapusă cu šahovnica.
În iulie 1992, sicriul cu corpul neînsuflețit al cântărețului rom Camarón de la Isla a fost decorat cu un pretins „steag țigănesc”, pe care era reprezentată o roată de trăsură și o hartă a Cataloniei, ambele pe un câmp verde. Variantele catalane ulterioare sunt proiectate mai fidel steagului din 1971, dar au roata roșie conturată cu galben, probabil pentru a evoca Senyera. O variantă derivată din cea cu chakra, așa-numitul „drapel țigănesc cu roată rotundă”, apare alături de menorah în blazonul violonistului evreu Yehudi Menuhin, atribuit acestuia în momentul acordării statutului de lord britanic în 1993; potrivit criticului muzical Mark Swed, aceste obiecte simbolizează nonconformismul lui Menuhin.

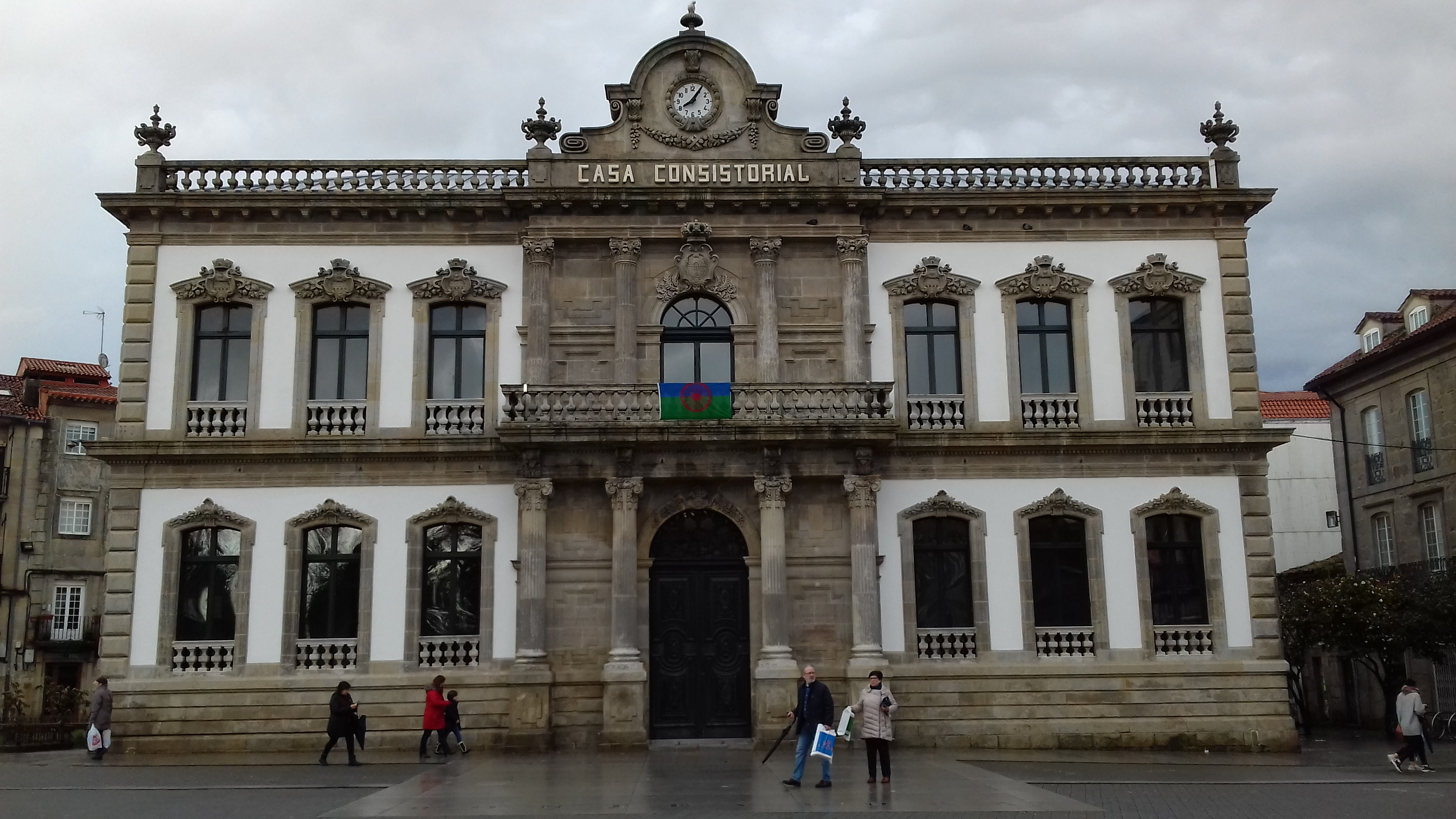
Steagul romilor pe Casa Consistorial (Palatul municipal) din Pontevedra, aprilie 2018

Steagul a fost integrat în toate expozițiile memorialelor Holocaustului către 1995, fiind expus la Muzeul de Stat Auschwitz-Birkenau. După 2000, bicolorul a fost recunoscut oficial de unele organe de conducere naționale și regionale. În 2006, ca parte a efortului de combatere a rasismului în Brazilia, președintele Luiz Inácio Lula da Silva a instituit „Ziua Națională a Țiganului” pe 24 mai. Comunitatea romilor din Spania a fost onorată în mod similar în mai multe rânduri în 2018, drapelul romilor fiind arborat de Consiliul Local al Madridului și cel al Alicante. În octombrie 2011, o inițiativă similară în orașul galez Aberystwyth a stârnit controverse, după ce un consilier local a opinat că astfel de cheltuieli nu sunt justificate.
Din anii 1990, chakra și roata de trăsură au fost adoptate ca simboluri de importante organizații ale activismului rom în Europa, precum Romani CRISS, Mișcarea Social-Politică a Romilor și Muzeul Culturii Romani. Pe stema localității Šuto Orizari din Macedonia de Nord este reprezentat „un drapel colorat în care se află roata romă – o chakra indiană, care invocă originea romilor”. O variație populară este roata cu opt raze, folosită, de exemplu, de romii ciocănari din Republica Moldova. În 2002, artistul rom italian Vit Vitone a proiectat o versiune anarhistă a steagului, cu chakra roșie pe fundal negru. Către 2009, unele versiuni derivate din drapelul romilor erau utilizate pe Facebook de persoanele care se auto-identificau ca „nomazi”; uneori acest simbol era combinat cu imagini cu arici și trăsuri. În iulie 2013, la Praga s-a produs o controversă când artistul Tomáš Rafa a realizat versiuni hibride ale drapului romilor și cel ceh. Deși Rafa intenționa să aducă în discuție marginalizarea romilor din Cehia, lucrarea lui a fost interpretată ca fiind defăimare a simbolurilor statului, artistul fiind amendat.
Un studiu din 2009 condus printre romii din Ungaria a arătat că pentru mulți dintre aceștia drapelul este reprezentativ pentru întreaga națiune romă. În anii următori, drapelul a apărut în timpul pelerinajelor romano-catolice la Pomezia care comemorau vizita din 1965 a Papei Paul al VI-lea într-o „comunitate nomadă”. În 2014, pugilistul italian de etnie romă Domenico Spada a anunțat că va concura sub steagul etnic, și nu cel italian, în meciul său cu Marco Antonio Rubio. El a declarat că acesta un protest împotriva presupusei indiferențe a Italiei față de cariera sa.
Drapelul se bucură de popularitate în țara sa de apariție, România. A fost arborat la casa sa de Vasile Velcu Năzdrăvan, un lider al romilor din Craiova. În plus, a fost folosit de „regele romilor” din Sibiu Florin Cioabă. Conform unui reportaj, la funeraliile lui Cioabă din august 2013 au fost fluturate bicolorul romilor, drapelul Europei și tricolorul românesc, alături de pancarte reprezentând casa regală și Stabor (tribunalul romilor).
Pe lângă controversele legate de simbolismul său indian, drapelul a mai este criticat și pentru că ar fi esențialist în raport cu o identitate complexă. Conform filozofului David Kergel, drapelul romilor simbolizează în mod inerent „efortul de a-i defini pe romi ca națiune fără țară și de a-i asimila într-un concept al statului național”, ceea ce este o viziune eurocentrică care ignoră faptul că romii sunt în realitate „eterogeni”. În mod similar, antropologul Carol Silverman observă că atât drapelul cât și imnul romilor sunt modelate pe „ideile europene dominante ale definirii moștenirii unei singure națiuni”. O altă critică se referă la presupusa irelevanță a drapelului. Nu mai târziu de 1977, etnograful Zsolt Csalog observa că aprobarea drapelului era „mai mult destinată să ascundă problemele reale decât să le rezolve”. În 2009, Jud Nirenberg de la Centrul European al drepturilor romilor i-a reproșat Uniunii Internaționale a Romilor că s-a ocupat de promovarea drapelului și a altor simboluri ale naționalismului rom, în defavoarea „dezvoltării de planuri concrete de abordare a discriminării sau a sărăciei”.
În rândul romilor disidenți și al altor comunități nomade din Europa au apărut și alte versiuni ale drapelului. În Olanda, Koka Petalo și-a îndemnat adepții să folosească un tricolor de galben, alb și roșu. Chakra, precum și alte simboluri ale romilor, este respinsă de ashkali, care au realizat două proiecte ale propriului drapel etnic. Romii din Epirus folosesc un simbol al republicii din 1914. În 2004, s-a constatat că nomazii irlandezi au contemplat ideea creării propriului drapel, dar și că „ar putea să-l modeleze în baza simbolului romilor – o imagine a unei roți cu 16 raze”. În iunie 2018, nomazii din Cork și-au adoptat propriul drapel, pe care este reprezentată o roată de trăsură și sunt reproduse culorile orașului: portocaliu și alb.

Variante și versiuni derivate
Varianta cu opt raze folosită de romii din Ungaria
O variantă din județul Călărași, România
Vechiul drapel al localității Šuto Orizari
Una din variațiile lui Tomáš Rafa ale drapelului ceh cu cel al romilor
Varianta anarhistă